# باول فرانك (مغني أوبرا)
باول فرانك (بالإنجليزية: Paul Franke)‏ هو مغني أوبرا أمريكي، ولد في 23 ديسمبر 1917، وتوفي في 21 يوليو 2011.